# Ясевін Віктор Степанович
Віктор (Вітольд) Степанович Ясевін (14 жовтня 1925, село Соколова, тепер Хмільницького району Вінницької області — 19 липня 2005, місто Вінниця) — український радянський політичний та громадський діяч, 1-й секретар Мурованокуриловецького і Теплицького районних комітетів КПУ Вінницької області. Депутат Верховної Ради УРСР 9-го скликання. 

## Біографія
Народився в родині викладачів сільської школи. У хресному листі записаний під ім'ям Вітольд, яке з часом у офіційних документах змінилось на Віктор.
У 1941 році закінчив 8 класів середньої школи міста Ладижин Вінницької області.
У червні 1941 року Гайсинським районним військкоматом вінницької області був мобілізований та відправлений на схід УРСР, де спочатку працював на зборі врожаю на території Новосвітлівського району Ворошиловградськоі області (сучасна Луганська область), пізніше на спорудженні протитанкових об'єктів біля міста Павлограда Дніпропетровської області та на лісозаготівлі для потреб фронту біля міста Токмака Запорізької області.
На початку грудня 1941 року прибув у складі колони для будівництва першої лінії оборони міста Сталінграда (сучасний Волгоград). Із початку 1942 року навчався в школі фабрично-заводського навчання № 11 міста Сталінграда. У травні 1942 року достроково отримав посвідчення про закінчення школи ФЗН та направлений на авіаційний завод № 466 міста Горький (сучасний Нижній Новгород), де працював токарем і шліфувальником з 17 червня 1942 року по 18 вересня 1945 року.
У вересні 1945 року вступив на другий курс Ладижинського технікуму механізації сільського господарства Вінницької області, який закінчив з відзнакою в 1947 році. Під час навчання був обраний секретарем комітету комсомолу технікуму.
Після завершення навчання був направлений в Сальницьку машинно-тракторну станцію (МТС) Уланівського району Вінницької області на посаду дільничого механіка, на якій працював з жовтня 1947 року по 20 грудня 1948 року. З 1948 по 1949 рік працював завідувачем гаража Китайгородського МТС Дашівського району Вінницької області.
У 1949—1951 роках — 2-й секретар Комсомольського районного комітету ЛКСМУ Вінницької області. З вересня 1951 року працював на посаді 1-го секретаря Комсомольського районного комітету ЛКСМУ Вінницької області.
Член ВКП(б) з жовтня 1951 року.
З серпня 1951 по серпень 1958 року навчався в Одеській партійній школі, яку закінчив з відзнакою.
З 9 серпня 1958 року — 2-й секретар Комсомольського районного комітету КПУ Вінницької області.
У 1959 році заочно закінчив історичний факультет Одеського державного університету імені Мечникова.
У 1962 році обраний головою виконавчого комітету Комсомольської районної ради депутатів трудящих Вінницької області.
4 квітня — грудень 1962 року — 1-й секретар Комсомольського районного комітету КПУ Вінницької області. Звільнений з даної посади в грудні 1962 року у зв'язку із ліквідацією району.
З 28 грудня 1962 по 16 січня 1965 року працював заступником секретаря Тульчинського промислово-виробничого партійного комітету Вінницької області.
17 січня 1965 — 10 липня 1966 року — 2-й секретар Барського районного комітету КПУ Вінницької області.
10 липня 1966 року затверджений головою організаційного комітету новоутвореного Мурованокуриловецького району. З 12 грудня 1966 по 12 червня 1970 року — 1-й секретар Мурованокуриловецького районного комітету КПУ Вінницької області.
З 12 червня 1970 по 25 серпня 1979 року — 1-й секретар Теплицького районного комітету КПУ Вінницької області.
Обирався делегатом 25-го з'їзду КПРС (Москва).
З 25 серпня 1979 по 2 січня 1985 року — заступник голови Вінницького обласного Комітету народного контролю. Звільнений з посади за станом здоровʼя (інвалідність 2 групи) та виходом на пенсію.
Помер 19 липня 2005 року у місті Вінниця. Похований на центральному кладовищі Вінниці.

## Родина
Батько — Ясевін Степан Карлович, мати — Ясевіна Євгенія Федорівна (до шлюбу Загороднюк), викладачка французької мови у місцевій школі. У віці 5 років втратив рідну матір, яка померла від пневмонії. Невдовзі батько Віктора одружився вдруге з Сабіною Іванівною Ясевіною. У шлюбі народилися зведені брати та сестри: Ясевін Станіслав Степанович, Ясевіна Галина-Кароліна Степанівна, Ясевіна Мая Степанівна, Ясевін Тимофій Степанович, Ясевін Віктор Степанович, Ясевін В'ячеслав Степанович, Ясевіна Леся Степанівна.
Дружина — Марія Федорівна (до шлюбу Лящук); син — Ясевін Валерій Вікторович; донька — Ясевіна Світлана Вікторівна, у шлюбі Кринична; невістка — Ясевіна Людмила Михайлівна; зять — Криничний Олександр Лук'янович; онук — Ясевін Віктор Валерійович; онука — Кринична Олена Олександрівна; онук — Криничний Ігор Олександрович, правнук — Ясевін Вітольд Вікторович, правнук — Криничний Данило Ігорович.

## Захоплення
Література, політика, філософія, історія, мистецтво, полювання, дихальна гімнастика за системою Бутейко, йога, садівництво та городництво.

## Нагороди
- орден Леніна
- орден Трудового Червоного Прапора
- медаль «За трудову відзнаку»
- медаль «За доблесну працю у Великій Вітчизняній війні 1941—1945 рр.»
- медаль «За доблесну працю. В ознаменування 100-річчя з дня народження Володимира Ілліча Леніна» (1970)
- ювілейна медаль «50 років Перемоги у Великій Вітчизняній війні 1941—1945 рр.»
- почесні відзнаки